# A Drink Cure
A Drink Cure è un cortometraggio muto del 1907 diretto da A.E. Coleby.

## Trama
Un gruppo di attori gioca a carte quando vengono interrotti dall'arrivo di un loro amico che, ubriaco, mette in subbuglio la stanza fino a quando non viene calmato e portato a letto. Gli amici decidono di dargli una lezione e si recano nella sua camera camuffati da strani animali; quando questi li vede pensa a un'allucinazione e si agita notevolmente; visto lo stato di agitazione del loro amico, si tolgono le maschere e cercano di calmarlo. Alla fine, ripresosi, decide di non bere mai più.